# رودني غرين (دراج)
رودني غرين (بالإنجليزية: Rodney Green)‏ هو دراج جنوب أفريقي، ولد في 23 مايو 1974 في جوهانسبرغ في جنوب أفريقيا.

## وصلات خارجية
- رودني غرين على موقع أرشيف الدراجات (الإنجليزية)
- رودني غرين على موقع إحصائيات الدراجات الإحترافية (الإنجليزية)